# Josip Križaj (pilot)
Josip »Pepi« Križaj, slovenski pilot, španski borec in letalski as, * 13. marec 1911, Kopriva na Krasu, † 8. oktober 1948, Snežnik.  

## Mladost in šolska leta
Križaj se je rodil v Koprivi na Krasu. Najprej se je šolal v salezijanski šoli v Ljubljani, kasneje pa je zaradi propada domače trgovine v Koprivi na Krasu prekinil šolanje in se vrnil domov. Delal v trgovini na Opčinah, kasneje pri svojem stricu v Ajdovščini. Že v mladih letih je izkazoval veselje do letenja.

## Vojaška kariera v Italiji
Jeseni leta 1929 je italijansko letalstvo razpisalo natečaj za pilote in nanj se je prijavil tudi Križaj. Po uspešnem zaključku šolanja v Capui pri Neaplju je 11.marca 1930 kot 139 od 339 kadetov pridobil licenco pilota in pripadajoči čin podčastnika, nato pa si v civilni šoli tovarne Breda pridobil pilotsko diplomo. Služil je med drugim tudi v eskadrilji, ki ji je poveljeval kasneje slavni letalec, maršal in kasnejši fašistični letalski minister Italo Balbo. Skupaj z njim je nastopal na mitingih, ki jih je Balbo prirejal v znak razkazovanja moči italijanskega letalstva svetu. Vendar pa se je medtem v Italiji okrepil fašizem in z njim je postalo vojaško okolje za Slovenca vse bolj neprijazno. Navkljub odličnim ocenam njegovih sposobnosti letenja (za Križaja je neki njegov poveljnik zapisal, da ni samo izjemen pilot, pač pa tudi zanesljiv in discipliniran vojak) je bila njegova prošnja za profesionalnega vojaškega pilota zavrnjena. Vse, kar so mu bili Italijani pripravljeni ponuditi, je bila uvrstitev v rezervno letalstvo, kar pa ni zadoščalo za apetite mladega, letenja željnega Križaja. Posledično se je tako krepilo njegovo protifašistično razmišljanje in začel je iskati možnosti za prebeg v Jugoslavijo.

### Letalska odlikovanja v Italiji
Leto šolanja 1930 je minevalo, bližali so se vojaški manevri. Piloti gojenci so postali vznemirjeni in so nestrpno pričakovali izbiro najboljših za manevre, ki so se jih vedno udeležili visoki vojaški krogi. Poveljnik šole v Capui je izbral skupino gojencev, za svojega levega spremljevalca je določil Križaja. Skupina je večkrat vzletela in izvedla nekaj akrobacij. V enem od poletov je bila situacija za Križaja kot levega spremljevalca zelo neugodna, saj je moral leteti nizko nad hangarjem, kar mu je tudi z rahlim manevrom lepo uspelo in takoj se je ponovno uspešno vključil v formacijo letal. To je pri vseh prisotnih sprožilo odobravanje prisebnosti in dobrega manevriranja pilota-gojenca. Ob tej priložnosti je dobil tudi odlikovanje za udeležbo na vojaških manevrih. V okviru vaj je sodeloval tudi na drugih mitingih, medaljo za sodelovanje na mitingu aerokluba  »Emilio Pensuti« je dobil v Milanu leta 1931. Ti dve medalji sta danes shranjeni v Vojnem muzeju Logatec.

## Jugoslavija, prvič
Priložnost za prebeg je Križaj izkoristil 25. junija 1932, ko je opravljal redne vojaške vaje, predpisane za rezervne pilote, na letališču Campoformido pri Vidmu. Križaj je namesto, da bi pristal na videmskem letališču, preletel državno mejo in v svojem Fiatu AS1 letel vse do Ljubljane. Nekaj časa je krožil nad mestom, nato pa je prepoznal letališče Polje in varno pristal. Po pristanku je takoj zaprosil za politični azil. Jugoslovanske oblasti so ga zaprle in zasliševale ter ga po nekaj mesecih konfinirale v najprej v Loznico, nato pa v Bjeljino v vzhodni Bosni. Medtem so mu v Italiji v odsotnosti sodili zaradi kraje letala in nezakonitega prečkanja meje, obsojen je bil na 16 mesecev zapora. 
Sprva je življenje v Jugoslaviji pomenilo zanj razočaranje, namesto redne službe se je moral preživljati s priložnostnimi deli. Reven kot miš se je nekaj časa celo hranil v menzi bjeljinske bolnišnice. Po dveh letih se je vrnil v Ljubljano k sestri Stanislavi. Istega leta so mu podelili jugoslovansko državljanstvo in ga sprejeli v letalstvo, poslali so ga med izvidnike v Zemunu, priznali pa so mu tudi čin narednika.

## Španska državljanska vojna
Leta 1936 se je pričela španska državljanska vojna in Križaj se je prijavil v mednarodne brigade. Sam je že predtem postal član organizacije TIGR in je bil eden od mnogih Slovencev, ki so bili pripravljeni bojevati se na strani španskih republikancev. Avgusta 1936 je bil že v Španiji, kjer so ga uvrstili v mednarodno eskadriljo Espana pri Madridu, kjer je kmalu dočakal prve boje. Letel je v prek sto bojnih misijah, v dveh od njih pa so ga sestrelili. Prvič je bil sestreljen 11. septembra in je z zadetim letalom Nieuport 52 pristal na nekem travniku pri Talaveri. Sestrelil ga je italijanski as narednik Magistrini. Tudi pri drugi sestrelitvi 15. oktobra naj bi po nekaterih navedbah sodeloval Magistrini, vendar v njegovem letalskem dnevniku te sestrelitve ni zapisane. Je pa zapisana pri španskem letalskem asu Jose Garcia Morato nad letalom Leoire 46. Verjetno gre za pomoto pri identifikaciji letala, ker je teh letal v Španiji sodelovalo zelo malo. Vsega skupaj tri letala in nobeno od njih ni bilo 15. oktobra  sestreljeno. Usodnega 15. oktobra je Križaj letel kot zaščita republikanskih bombnikov Potez 530. Z višine 3000 m so ga napadli trije italijanski lovci CR32 (Caccia Rosatelli CR32-Lovec Rosatelli CR32) Po prvem napadu sta ga zapustila oba njegova spremljevalca in sam se je moral boriti proti vsem trem nasprotnikom. Boj je trajal 15 minut in se končal z zmago Garcia Morata nad Križajevim lovcem Dewoitine D.371. Križaju se je ranjenemu sicer uspelo rešiti iz gorečega letala, vendar je pristal v rokah sovražnika in postal vojni ujetnik. V boju je izgubil dva prsta na nogi in pri odpiranju padala si je zlomil tri rebra. Med vožnjo na zaslišanje in v bolnišnico ga je posnel neki snemalec ameriške družbe Paramount Pictures in v objavljenem filmu, ki so ga kasneje prikazovali po svetu in tudi doma v Sloveniji, so znanci prepoznali Križaja in o tem obvestili njegovo sestro Marijo. Križaj je iz bolnišnice uspel poslati pismo svoji sestri Mariji Fajgel v Ajdovščino, v njem pa napisal, naj prepis pisma pošljejo sestri Stanki na Ptuj. V njem je zapisal, naj obvestijo poveljstvo eskadrilje Espana, da je bil sestreljen in da je živ. Sestra Stanka je ukrepala in v Parizu uspela, da so ga uvrstili na seznam za izmenjavo ujetnikov, kar se je obrestovalo po sedmih mesecih, ko so njega in še dva ruska pilota zamenjali za tri italijanske pilote.
Križaj se je kmalu vrnil nazaj v Španijo, kjer je letel tudi z letalom Dewoitine D.371 ter so mu ruski inštruktorji zaupali vodenje ene od eskadrilj v zvezi z nalogami pri obrambi vzhodne španske obale. Kot poveljnik naj bi se zelo izkazal. Njegov pilot Luis Angosto Ortiz se ga je spominjal kot svojega poveljnika takole: »Bil je pogumen hladen in racionalen. Kljub njegovi strogosti smo ga zelo spoštovali.«

## Jugoslavija, drugič
Aprila 1938 se je vrnil v Jugoslavijo in se najprej zaposlil kot tajnik aerokluba v Somboru, kjer se je tudi usposobil v letenju s jadralnim letalom. Kot inštruktor letenja je poučeval na predvojaški pilotski šoli v Smederevski Palanki, kjer je leta 1939 izšolal tamkajšnji prvi razred gojencev jugoslovanskega vojnega letalstva. Med učenci se je spoznal tudi z bodočo ženo Jeleno Stefanović, s katero se je naslednje leto poročil. Njuna poroka aprila 1940 je bila prva zakonska zveza dveh letalcev v Kraljevini Jugoslaviji. 
Ob napadu na Jugoslavijo 6.aprila 1941 je bil mobiliziran in poslan na letališče pri Sarajevu, kjer pa zaradi vsesplošnega kaosa in nesposobnosti sploh ni bilo letal. Padel je v nemško ujetništvo in bil poslan v ujetniško taborišče, od koder mu je uspelo pobegniti in se vrniti v porušeni Beograd k ženi Jeleni. Po zasedbi dežele se je skupaj z ženo umaknil na podeželje.

## Druga svetovna vojna
V Zemunu je decembra 1944 postal inštruktor letenja in poveljnik tretje eskadrilje 11. lovske divizije NOVJ. Do konca druge svetovne vojne se je udeleževal bojev na sremski fronti, za kar so ga avgusta 1945 odlikovali s redom hrabrosti in medaljo za hrabrost ter povišali v čin podporočnika.

## Jugoslovansko vojno letalstvo
Po koncu vojne je njegova enota operativno delovala na letališču Velika Gorica pri Zagrebu, od koder je 9. junija 1945 z letalom  DH 82 Tiger Moth poletel proti Ajdovščini. Po pristanku na ajdovskem letališču so ga navdušeno pozdravili domačini in partizanske oblasti so priredile partizanski piknik. Križaj je stal v letalski kabini in klical: »Čaven tu sem!«  
Maja 1947 je bila Križajeva skupina premeščena v Ljubljano. Lovci so vzletali z letališča Polje in iz letališča Pula. Križaj je takrat že imel čin kapetana, bil je pomočnik komandanta divizije za letenje, ter odgovoren za operativo.

### Polet v smrt
Dne 8. oktobra 1948 je bil poslan na izvidniški polet, ker so se na območju Karlovca pripravljale vojaške vaje vojske FRJ. Ker je bilo vreme zelo neugodno za letenje, sprva Križaj ni bil pripravljen vzleteti, vendar je po ukazu poveljnika divizije le poletel, z napol pripravljenim letalom Jak-3. Letalo naj bi tisti dan že letelo in ni imelo dovolj goriva za polet. Sicer je bil na letališču na obisku tudi visoki general, ki je za vsako ceno vztrajal pri svoji odločitvi o Križajevem poletu, saj je bil Križaj zelo izkušen pilot in je imel več naleta  kot vsa njegova eskadrilja skupaj. Po Križajevem vzletu se je nebo nad Ljubljano stemnilo in zelo pooblačilo. Križaj je nekaj časa krožil nad letališčem, zatem pa se je kot izkušen pilot usmeril proti Primorski. Verjetno je bil navajen letenja proti Pulju in se je zato usmeril tja. Letalo je na poti strmoglavilo na južno pobočje Snežnika.
Po nekaterih izjavah je letalu zmanjkalo goriva (Jaki so v tistem času lahko leteli samo dobro uro), po drugih pa naj bi bil namenoma poslan v tako imenovano "častno smrt".
Po izginotju letala so iz letališča Polje organizirali iskalno akcijo in so po treh dneh le našli razbitine letala. 
Križaja so z vsemi vojaškimi častmi pokopali na pokopališču Žale v Ljubljani. Njegov častni vod so sestavljali njegovi najboljši piloti.
Danes se po Josipu Križaju imenuje aeroklub v Ajdovščini.

V njegov spomin so postavili tudi doprsni kip, ki stoji pred aerodromom Portorož.

## Tipi letal, ki jih je pilotiral Križaj
- Fiat CR1
- Fiat AS1
- Fiat CR20
- Fiat CR32
- Breda Ba15
- Breda Ba19
- Neuport 52
- Dewoitine D.371
- Dewoitine D.372
- Potez 540
- Potez 25
- Breguet XIX
- De Havilland DH 82A
- Jak-1b
- Jak-7b
- Jak-3
- Iljušin Il-2 Šturmovik
- Polikarpov Po-2
- Polikarpov I-15
- Polikarpov UT-1
- Fizir FN